# Philippe Gaulier
Philippe Gaulier (París, 4 de marzo de 1943) es director de escena, clown, actor y profesor de teatro francés. Es el fundador de la École Philippe Gaulier que acoge cada año en Sceaux, en las afueras de París, alumnos venidos del mundo entero (entre 35 países son representados cada año).

## École Philippe Gaulier
Después de haber sido alumno, de 1965 a 1967, de la escuela Internacional de Teatro Jacques Lecoq, y trabajar como profesor en la misma escuela, Philippe Gaulier fundó su propia escuela de teatro.

### Historia
1980. Creación de la Escuela en París, en el barrio XVII
1991. La escuela es invitada por el Arts Council of Egland a establecerse en Londres, en principio por un año, pero ese viaje dura hasta 2002. Durante esos 11 años, la escuela se mudara muchas veces para dar sus cursos y pasara por Highbury Islington, Kentish Town y finalmente Cricklewood en una iglesia, comprada para la ocasión, que servirá de marco para los cursos y espectáculos que se generan en la escuela.
2002. Philippe Gaulier regresa a París. Continua con la escuela primero en Montreuil y más tarde en Sceaux, actualmente se encuentra en Étampes. Aunque la escuela se ha establecido en Francia, las clases se continúan impartiendo en Inglés, aunque los estudiantes improvisan y actúan en su lengua maternal.

### Programa
Philippe Gaulier es esencialmente conocido por sus cursos de clown y bufones. Sin embargo, la escuela ofrece una gran diversidad, proponiendo cursos tales como:
- El juego (Le Jeu)
- Máscara neutra
- Tragedia griega
- Melodrama
- El juego de la máscara
- Shakespeare y Chéjov
- Vodevil
- Personajes
- Bufón
- Clown
- Escribir y dirigir

### Antiguos estudiantes
- Nathalie Seseña
- Yolande Moreau
- Sacha Baron Cohen
- Emma Thompson
- Simon McBurney
- Marcello Magny
- Jos Houben
- Orla Brady
- Raquel Sokolowicz
- Pablo Ibarluzea
- Miss Beige

## Publicaciones
- Lettre ou pas lettre.
- Le Gégèneur (2007) ISBN 978-2-917343-00-5
- Le Gauche ou le Droit (2008) ISBN 978-2-917343-01-2
- Pièces pour bouffons (2008)
- La Torturadora y Tres obras de bufones (2009)

## Premios y reconocimientos
En 2009, se estrenó el documental Zapatos nuevos: Payasos de hoy en Europa, dirigido por Brian Rodríguez Wood y producido por Javier Salinas, donde aparece Gaulier junto a otras figuras del mundo del clown como: Johnny Melville, Gardi Hutter, Leo Bassi, Jango Edwards, Carlo Colombaioni, Pepa Plana, Virginia Imaz, Joan Montanyès i Martínez, Slava Polunin o Buffo; que tuvo 4 nominaciones a los Premios Goya 2010.